# David Baulcombe
David Charles Baulcombe, FRS (4 de julio de 1952) es un botánico, genetista y profesor británico.
Al año 2012 es profesor de Investigación de la Real Sociedad de Londres y profesor regio de Botánica de la Universidad de Cambridge.
Nacido en Solihull, West Midlands.
En 1973, recibió su licenciatura en Ciencias en botánica de la Universidad de Leeds.

## Algunas publicaciones
- Hamilton, A; Voinnet, O; Chappell, L; Baulcombe, D (Sep  de 2002). «Two classes of short interfering RNA in RNA silencing». The EMBO journal 21 (17): 4671-9. ISSN 0261-4189. PMC 125409. PMID 12198169. doi:10.1093/emboj/cdf464.

- Papaefthimiou, I; Hamilton, A; Denti, M; Baulcombe, D; Tsagris, M; Tabler, M (Jun  de 2001). «Replicating potato spindle tuber viroid RNA is accompanied by short RNA fragments that are characteristic of post-transcriptional gene silencing». Nucleic acids research 29 (11): 2395-400. ISSN 0305-1048. PMC 55696. PMID 11376158. doi:10.1093/nar/29.11.2395.

- Dalmay, T; Hamilton, A; Rudd, S; Angell, S; Baulcombe, DC (mayo de 2000). «An RNA-dependent RNA polymerase gene in Arabidopsis is required for posttranscriptional gene silencing mediated by a transgene but not by a virus». Cell 101 (5): 543-53. ISSN 0092-8674. PMID 10850496. doi:10.1016/S0092-8674(00)80864-8.

- Burton, RA; Gibeaut, DM; Bacic, A; Findlay, K; Roberts, K; Hamilton, A; Baulcombe, DC; Fincher, GB (mayo de 2000). «Virus-induced silencing of a plant cellulose synthase gene» (texto completo gratis). The Plant cell 12 (5): 691-706. ISSN 1040-4651. PMC 139921. PMID 10810144. doi:10.1105/tpc.12.5.691.

- Dalmay, T; Hamilton, A; Mueller, E; Baulcombe, DC (Mar  de 2000). «Potato virus X amplicons in arabidopsis mediate genetic and epigenetic gene silencing» (texto completo gratis). The Plant cell 12 (3): 369-79. ISSN 1040-4651. PMC 139837. PMID 10715323. doi:10.1105/tpc.12.3.369.

- Jones, L; Hamilton, AJ; Voinnet, O; Thomas, CL; Maule, AJ; Baulcombe, DC (Dec  de 1999). «RNA-DNA interactions and DNA methylation in post-transcriptional gene silencing» (texto completo gratis). The Plant cell 11 (12): 2291-301. ISSN 1040-4651. PMC 144133. PMID 10590159. doi:10.1105/tpc.11.12.2291.

- Hamilton, A. J.; Baulcombe, DC (1999). «A Species of Small Antisense RNA in Posttranscriptional Gene Silencing in Plants». Science 286 (5441): 950. PMID 10542148. doi:10.1126/science.286.5441.950.

- Hamilton, WD; Boccara, M.; Robinson, D. J.; Baulcombe, D. C. (Oct  de 1987). «The complete nucleotide sequence of tobacco rattle virus RNA-1» (texto completo gratis). The Journal of general virology. 68 ( Pt 10): 2563-75. ISSN 0022-1317. PMID 3668507. doi:10.1099/0022-1317-68-10-2563. (enlace roto disponible en Internet Archive; véase el historial, la primera versión y la última).

- Boccara, M; Hamilton, WD; Baulcombe, DC (Feb  de 1986). «The organisation and interviral homologies of genes at the 3' end of tobacco rattle virus RNA1» (texto completo gratis). The EMBO journal 5 (2): 223-229. ISSN 0261-4189. PMC 1166722. PMID 16453668.

## Honores

### Galardones
- 2003: Premio Wiley en Ciencias Biomédicas (compartido con Craig Mello, Andrew Fire y Thomas Tuschl)
- 2006: Ganador de la Medalla Royal de la Real Sociedad de Londres
- 2008: Medalla Benjamin Franklin del Instituto Franklin (compartido con Gary Ruvkun y Victor Ambros)
- 2008: Premio Albert Lasker (compartido con Gary Ruvkun and Victor Ambros)
- 2010: Premio Wolf en Agricultura
- 2012: Premio Balzan por epigenética